# Palm Springs, operazione amore
Palm Springs, operazione amore (P.S.I. Luv U) è una serie televisiva statunitense in 13 episodi trasmessi per la prima volta nel corso di una sola stagione dal 1991 al 1992. È una serie poliziesca incentrata sulle vicende di un uomo e una donna che si fingono sposati dopo essere entrati nel programma protezione testimoni. La serie è conosciuta in Italia anche con il titolo originale P.S.I. Luv U.

## Trama
New York. Nel primo episodio Wanda Tallbert, una truffatrice, viene arrestata dall'agente Joey Paciorek e acconsente a partecipare ad una missione sotto copertura contro un'organizzazione criminale locale. Dopo aver affrontato senza successo la missione, i due vengono introdotti al programma di protezione testimoni e fingono di essere una coppia sposata, Cody e Dani Powell. Vengono così collocati in un'agenzia di investigazioni privata, la Palm Security and Investigations di Palm Springs, California, di proprietà di Matthew Durning, che è l'unica persona al di fuori del governo che conosce la loro vera identità. Il titolo originale, P.S.I. Luv U, deriva dal numero di telefono della Palm Security, 774-5888, che può essere raggiunto componendo "PSI-LUVU" su un telefono standard nordamericano.

## Personaggi e interpreti
- Dani Powell/Wanda Talbert (13 episodi, 1991-1992), interpretata da Connie Sellecca.
- Cody Powell/Joey Paciorek (13 episodi, 1991-1992), interpretato da Greg Evigan.
- Detective (13 episodi, 1991-1992), interpretato da Joel Rogers.
- Fuji (9 episodi, 1991), interpretato da Rob Narita.
- Zio Ray Bailey (5 episodi, 1991), interpretato da Patrick Macnee.
- Matthew Durning (4 episodi, 1991), interpretato da Earl Holliman.
- Il sindaco (3 episodi, 1991), interpretato da Sonny Bono.
- Dodger (2 episodi, 1991), interpretato da Antony Hamilton.

## Produzione
La serie, ideata da Glen A. Larson e Bob Shayne, fu prodotta da CBS Entertainment Production e Glen A. Larson Productions. Le musiche furono composte da Glen A. Larson e Matthew Delgado che composero anche il tema musicale, PS I Luv U, cantato da Greg Evigan e Suzanne Fountain.

### Sceneggiatori
Tra gli sceneggiatori sono accreditati:
- Glen A. Larson in 12 episodi (1991-1992)
- Gail Morgan Hickman

## Distribuzione
La serie fu trasmessa negli Stati Uniti dal 15 settembre 1991 al 4 gennaio 1992 sulla rete televisiva CBS. In Italia è stata trasmessa dal 1993 su Rete 4 con il titolo Palm Springs, operazione amore.
Alcune delle uscite internazionali sono state:
- negli Stati Uniti il 15 settembre 1991 (P.S.I. Luv U)
- in Francia il 22 novembre 1992 (Enquêtes à Palm Springs)
- in Spagna (Contacto en California)
- in Italia (Palm Springs, operazione amore)

## Episodi
| Stagione       | Episodi | Prima TV USA |
| -------------- | ------- | ------------ |
| Prima stagione | 13      | 1991-1992    |